# Niah

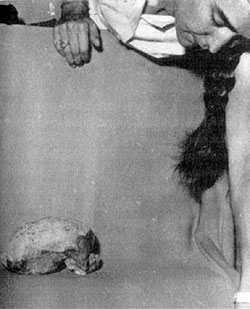
Barbara Harrisson el 27 de diciembre de 1958 junto al cráneo

Niah es el nombre de los restos fósiles de un cráneo de Homo sapiens de una antigüedad de entre 39 y 45 mil años, encontrados en la cueva malaya que le da nombre, en la zona septentrional de la isla de Borneo.
Fue encontrado, fuera de contexto, en 1958 por el equipo liderado por Tom Harrisson, quien hizo la descripción en la revista especializada en botánica Sarawak Museum Journal en el mismo año. Después de eso quedó olvidado hasta principios del siglo XXI, donde estudios geológicos de la cueva permitieron una mejor datación, ofreciendo un terminus ante quem (antigüedad mínima) de 35 mil años, siendo el rango más probable 40 a 45 mil años antes del presente.
Las cuevas de Niah se encuentran ubicadas dentro del parque nacional de Niah.
Los rasgos del fósil se corresponden con humanos modernos.